# Hyolyn
 (mars 2014).
Si vous disposez d'ouvrages ou d'articles de référence ou si vous connaissez des sites web de qualité traitant du thème abordé ici, merci de compléter l'article en donnant les références utiles à sa vérifiabilité et en les liant à la section « Notes et références ».
Kim Hyo-jeong (en coréen 김효정), mieux connue sous son nom de scène Hyorin (en coréen 효린), ou Hyolyn, née le 11 décembre 1990, est une idole et chanteuse sud-coréenne. Hyolyn était membre et leader du girl group sud-coréen Sistar et de leur sous-unité 'Sistar19'. 7 ans après leurs débuts, les Sistar se séparent et Hyolyn quitte Starship Entertainment.
Le 13 novembre 2017, elle a lancé son propre label Bridge Entertainment.

## Biographie
Hyorin est née le 11 décembre 1990 à Incheon en Corée du Sud.

### Début
Hyorin auditionna à la JYP Entertainment, elle fut acceptée lors de sa 2e tentative et fut placée 1re à l'audition. Elle s’y est entraînée pendant 3 ans. Le label avait pour projet de la faire débuter en quatuor avec Song Jieun (qui a par la suite fait partie du groupe Secret), UJi (ex-membre du groupe EXID et membre du groupe Bestie) et Hani (membre de EXID), mais le label laissa tomber le projet. Hyorin quitta donc l'agence puis tenta sa chance à une audition lancée par la Starship Entertainment où elle fut acceptée, après avoir chanté Hurt de Christina Aguilera.
Kim Shi-dae, le CEO de son agence, a récemment révélé que Hyorin devait à la base se lancer en solo. Néanmoins, à son arrivée à la Starship, Hyorin ne savait pas danser. Hyorin devint donc stagiaire à la Starship - elle fut l'une des premières - pendant 1 an et, durant cette année, s'entraîna à la danse jusqu'à arriver à un bon niveau. Kim Shi-dae a d'ailleurs dit que Hyorin venait du matin au soir pour s'entraîner sans relâche dans les nombreuses salles de danse que compte le siège de la Starship.

### 2010 - 2012
En juin 2010, Hyorin fait finalement ses débuts en tant que membre de Sistar avec Soyou, Bora et Dasom.
Début 2011, Hyorin et Bora forment 'Sistar19', sous-unité du groupe Sistar et sortent le single Ma Boy. Hyorin participa à l’émission Immortal Song 2 où elle remporta la 1re édition et reçu une attention immédiate ainsi que l'amour du public. Sa popularité profita au groupe qui se fit connaître de plus en plus. En raison de son grand talent et de sa présence vocale sur l'Immortal Song 2 et à d'autres émissions de variété, elle fut surnommée par les autres chanteurs sud-coréens la Beyoncé de Corée.
Elle a participé à l'Immortal Song 2 de juin à septembre.
Le 21 janvier, elle figure en featuring avec Simon D sur la chanson Amazed du chanteur K.Will.
Le 17 octobre 2011, le groupe Electroboyz sort le single Ma Boy 2 (reprise du single des Sistar19) en featuring avec Hyorin.
Toujours en 2012, elle participe avec Sungmin du groupe Super Junior au spin-off de l'émission We got Married Pit-a-Pat Shake sur MBC pour la nouvelle année lunaire.
En 2012, Hyorin commence une carrière d'actrice en jouant Nana, membre du groupe fictif Hershe dans le drama Dream High saison 2 aux côtés de Jiyeon des T-ara, JB et Jr des Got7, J.Y.P et Jin Woon des 2AM. Elle a également participé à la bande-son originale du drama.

### 2013-
Le 1er juillet, elle figure en featuring sur la chanson Hot Wings du duo Dynamic Duo.

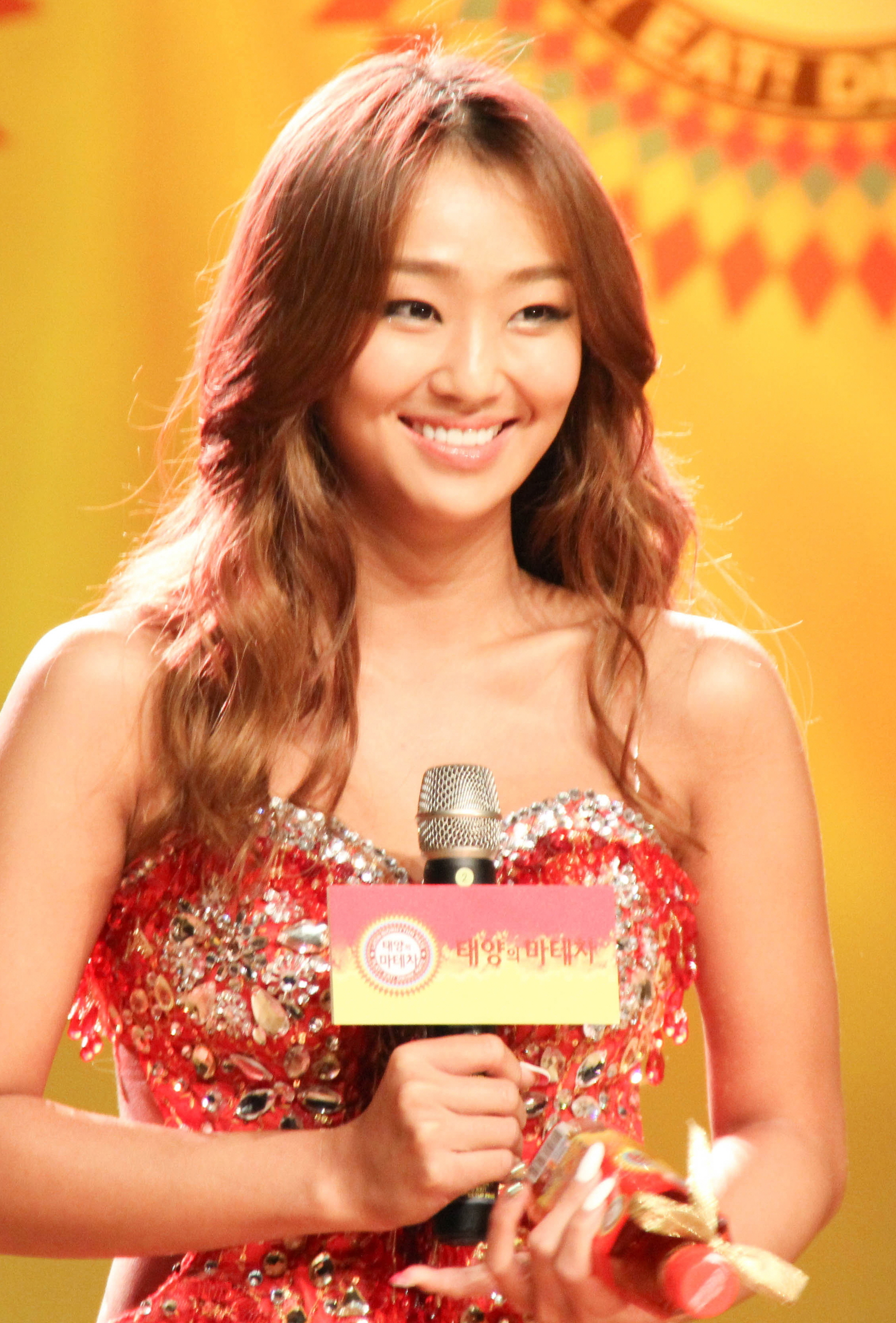
Hyorin en 2014.

Le 3 septembre 2013, l'OST Crazy of You chanté par Hyorin sort accompagné d'un MV des scènes du drama.
Le 26 novembre 2013, Hyorin fait ses débuts solo avec son album Love&Hate. Deux MV sont sortis pour promouvoir l'album : One Way Love et Lonely. Le 31 décembre 2013, le MV Let it Go, la version coréenne de la chanson du film La Reine des neiges et chantée par Hyorin est mise en ligne, elle se dit très honorée d'avoir été choisie.
Début janvier elle participe à nouveau à l'Immortal Song 2 pour une émission spéciale où elle fait face notamment à la chanteuse Ailee.
L'OST Hello pour le drama My Love from the Star accompagné d'un MV des scènes du drama est publié le 22 janvier, la chanson fait un all-kill dans les charts musicaux.
En avril 2014, son agence annonce sa participation au mini album de Mad Clown, le MV sort le 3 avril 2014 et Hyorin participe aux promotions.

## Discographie

### Album studio
| Titre       | Détails | Meilleurs classements | Meilleurs classements | Meilleurs classements | Ventes                |
| Titre       | Détails | COR                   | TWN                   | TWN East Asian        | Ventes                |
| ----------- | --- | --------------------- | --------------------- | --------------------- | --------------------- |
| Love & Hate | - Date de sortie : 26 novembre 2013 - Label : Starship Entertainment - Formats : CD, CD, téléchargement numérique | 5                     | 11                    | 18                    | - COR : plus de 6,203 |

### Mini-album
| Titre   | Détails | Meilleurs classements | Ventes                |
| Titre   | Détails | COR                   | Ventes                |
| ------- | --- | --------------------- | --------------------- |
| It's Me | - Date de sortie : 8 novembre 2016 - Labels : Starship Entertainment, LOEN Entertainment - Formats : CD, téléchargement numérique | 15                    | - COR : plus de 3,478 |

### Singles
| Titre                                                                                | Année | Meilleurs classements | Meilleurs classements | Meilleurs classements |                           | Ventes (DL)         | Album |
| Titre                                                                                | Année | COR                   | KOR Hot.              | US World              |                           | Ventes (DL)         | Album |
| ------------------------------------------------------------------------------------ | ----- | --------------------- | --------------------- | --------------------- | ------------------------- | ------------------- | ----- |
| "One Way Love" (너 밖에 몰라)                                                        | 2013  | 1                     | 1                     | 11                    | - COR : plus de 843,465   | Love & Hate         |       |
| "Lonely"                                                                             | 2013  | 4                     | 3                     | —                     | - COR : plus de 367,897   | Love & Hate         |       |
| "Erase" (avec Jooyoung featuring Iron) (지워)                                        | 2014  | 8                     | NC                    | —                     | - COR : plus de 654,280   | Non issu d’un album |       |
| "Coach Me" (avec San E featuring Jooheon)                                            | 2015  | 8                     | NC                    | —                     | - COR : plus de 150,317   | Non issu d’un album |       |
| "Dark Panda" (avec Zico et Paloalto)                                                 | 2015  | 39                    | NC                    | —                     | - COR : plus de 72,699    | Non issu d’un album |       |
| "Don't Stop" (avec les participantes d’Unpretty Rapstar 2) (언프리티 랩스타)         | 2015  | 106                   | NC                    | —                     | - COR : plus de 129,555   | Non issu d’un album |       |
| "It's Not Time to Love (Money)" (featuring Jay Park et Geegooin) (사랑 할 때 아니야) | 2015  | 36                    | NC                    | —                     | - COR : plus de 83,634    | Non issu d’un album |       |
| "My Love" (featuring Basick)                                                         | 2015  | 28                    | NC                    | —                     | - COR : plus de 93,639    | Non issu d’un album |       |
| "Love Line" (avec Jooyoung & Bumkey)                                                 | 2015  | 27                    | NC                    | —                     | - COR : plus de 187,564   | Non issu d’un album |       |
| "And Then" (avec Yang Da-il) (그리워)                                                | 2016  | 19                    | NC                    | —                     | - COR : plus de 151,389   | Non issu d’un album |       |
| "Love Like This" (featuring Dok2)                                                    | 2016  | 20                    | NC                    | —                     | - COR : plus de 169,890   | It's Me             |       |
| "One Step" (featuring Jay Park)                                                      | 2016  | 43                    | NC                    | —                     | - COR : plus de 62,508    | It's Me             |       |
| "Paradise"                                                                           | 2016  | 54                    | NC                    | —                     | - COR : plus de 32,590    | It's Me             |       |
| "Blue Moon" (avec Changmo)                                                           | 2017  | 3                     | NC                    | —                     | - COR : plus de 1,187,874 | Non issu d’un album |       |
| "Fruity" (avec Kisum)                                                                | 2017  | 29                    | NC                    | 18                    | - COR : plus de 104,801   | Non issu d’un album |       |
| "To Do List" (내일할래)                                                              | 2018  | 74                    | —                     | —                     | NC                        | Non issu d’un album |       |
| "Dally" (featuring Gray) (달리)                                                      | 2018  | 67                    | 63                    | 6                     | NC                        | Non issu d’un album |       |
| "See Sea" (바다보러갈래)                                                             | 2018  | 71                    | 70                    | 5                     | NC                        | Non issu d’un album |       |
| "Bae"                                                                                | 2018  | 99                    | —                     | —                     | NC                        | Non issu d’un album |       |
| "You know better"                                                                    | 2019  | __                    | __                    | __                    | Absence de données        | Absence de données  |       |
| "—" signifie que le titre ne s'est pas classé ou n'est pas sorti dans cette région.  |       |                       |                       |                       |                           |                     |       |

#### En collaboration
| Titre | Année | Meilleurs classements | Meilleurs classements | Ventes (DL)               | Album                     |
| Titre | Année | COR                   | KOR Hot 100           | Ventes (DL)               | Album                     |
| --- | ----- | --------------------- | --------------------- | ------------------------- | ------------------------- |
| "Ma Boy 2" (Electroboyz feat. Hyolyn) | 2011  | 30                    | —                     | - COR : plus de 1,707,993 | Rebirth                   |
| "This Person" (Dazzling Red) (이사람) | 2012  | 2                     | 6                     | - COR : plus de 672,579   | Non issu d’un album       |
| "Hot Wings" (Dynamic Duo feat. Hyolyn) (날개뼈) | 2013  | 11                    | 10                    | - COR : plus de 490,051   | Lucky Numbers             |
| "Without You" (Mad Clown feat. Hyolyn) | 2014  | 3                     | 4                     | - COR : plus de 967,646   | Fierce                    |
| "Faulty Fan" (MC Mong feat. Gary et Hyolyn) (고장난 선풍기) | 2014  | 7                     | NC                    | - COR : plus de 382,766   | Miss Me or Diss Me        |
| "Umbrella" (Far East Movement feat. Hyolyn & Gill Chang) | 2016  | —                     | NC                    | - COR : plus de 2,456     | Identity                  |
| "Jekyll & Hyde" (Justin Oh feat. Hyolyn) | 2017  | —                     | NC                    | —                         | Non issu d’un album       |
| "One and Only You" (Got7 feat. Hyolyn) | 2018  | 76                    | —                     | —                         | Eyes on You               |
| "To Find a Reason" (Hyolyn feat Mad Clown & Kim Seungmin) | 2021  | __                    | __                    | __                        | \| Non issu d’un album \| |
| "—" signifie que le titre ne s'est pas classé ou n'est pas sorti dans cette région. Note : le Billboard Korea K-Pop Hot 100 a été introduit en août 2011 et a été discontinu en juillet 2014. |       |                       |                       |                           |                           |
| Non issu d’un album |       |                       |                       |                           |                           |

## Récompenses et nominations
| Année | Cérémonie                                   | Catégorie                            | Travail nommé             | Résultat   |
| ----- | ------------------------------------------- | ------------------------------------ | ------------------------- | ---------- |
| 2012  | 5e Korea Drama Awards                       | Best New Actress                     | Dream High 2              | Nomination |
| 2014  | World Music Awards                          | World's Best Song                    | "Goodbye"                 | Nomination |
| 2014  | World Music Awards                          | World's Best Song                    | "One Way Love"            | Nomination |
| 2014  | World Music Awards                          | World's Best Video                   | "One Way Love"            | Nomination |
| 2014  | World Music Awards                          | World's Best Female Artist           | NC                        | Nomination |
| 2014  | World Music Awards                          | World's Best Live Act                | NC                        | Nomination |
| 2014  | World Music Awards                          | World's Best Entertainer of the Year | NC                        | Nomination |
| 2014  | 9e Seoul International Drama Awards         | Outstanding Korean Drama OST         | "Crazy of You"            | Nomination |
| 2014  | 7e Korea Drama Awards                       | Best OST                             |                           | Nomination |
| 2014  | 16e Seoul International Youth Film Festival | Best OST by a Female Artist          |                           | Nomination |
| 2014  | 16e Mnet Asian Music Awards                 | Best Female Artist                   | NC                        | Nomination |
| 2014  | 16e Mnet Asian Music Awards                 | Best Dance Performance - Solo        | "One Way Love"            | Nomination |
| 2014  | 16e Mnet Asian Music Awards                 | UnionPay Song of the Year            | "One Way Love"            | Nomination |
| 2014  | 16e Mnet Asian Music Awards                 | UnionPay Artist of the Year          | NC                        | Nomination |
| 2017  | 19e Mnet Asian Music Awards                 | Best Collaboration                   | "BlueMoon" (avec Changmo) | Nomination |
| 2017  | 19e Mnet Asian Music Awards                 | Qoo10's Artists of the Year          |                           | Nomination |
| 2018  | 32e Golden Disk Awards                      | Digital Music Award                  | "BlueMoon" (avec Changmo) | Nomination |
| 2018  | 20e Mnet Asian Music Awards                 | Best Dance Performance – Solo        | "Dally" (feat. GRAY)      | Nomination |

### Emissions musicales

#### M! Countdown
| Année | Date        | Chanson        |
| ----- | ----------- | -------------- |
| 2013  | 12 décembre | "One Way Love" |

#### Music Bank
| Année | Date        | Chanson        |
| ----- | ----------- | -------------- |
| 2013  | 13 décembre | "One Way Love" |

#### Show Champion
| Année | Date       | Chanson                        |
| ----- | ---------- | ------------------------------ |
| 2013  | 4 décembre | "One Way Love"                 |
| 2014  | 16 avril   | "Without You" (avec Mad Clown) |

#### Show! Music Core
| Année | Date       | Chanson        |
| ----- | ---------- | -------------- |
| 2013  | 7 décembre | "One Way Love" |

#### The Show
| Année | Date        | Chanson                 |
| ----- | ----------- | ----------------------- |
| 2014  | 25 novembre | "Erase" (avec Jooyoung) |